# Ball Corporation
Ball Corporation är ett amerikanskt multinationellt tillverkningsföretag inom förpackningar och rymdfart.
Företaget grundades 1880 av bröderna Frank C. Ball och Edmund B. Ball när de förvärvade företaget Wooden Jacket Can Company och började tillverka konservburkar för fotogen, målarfärg och fernissa. Det uppstod rätt så snabbt problem eftersom fotogenet frätte igenom konservburkarna, bröderna började då istället att tillverka glasburkar. År 1956 började företaget expandera in i en ny bransch och det var rymdfart, fram till idag har de varit involverande i rymdprojekt via sitt dotterbolag Ball Aerospace & Technologies Corporation som Calipso, Cloudsat, Deep Impact, Infrared Astronomical Satellite, James Webb-teleskopet, Keplerteleskopet, Mars Reconnaissance Orbiter, Rymdteleskopet Hubble, Spitzerteleskopet och Wide-field Infrared Survey Explorer. 1969 förvärvade man Jeffco Manufacturing Company som tillverkade metallförpackningar för drycker och 1993 började man även tillverka metallförpackningar för livsmedel när man förvärvade Heekin Can, Inc. Under samma år knoppade Ball av sin glasburkstillverkning och lade den i ett nytt självständigt företag vid namn Altrista Corporation, som i maj 2002 blev Jarden Corporation. 1996 sålde man av sitt aktieinnehav i Ball-Foster Glass Containter Co. och lämnade helt glasburktillverkningen. Från och med 1997 och framåt förvärvade man en drös företag inom förpackningsindustrin och Ball är idag en av de största företagen inom branschen.
För 2016 hade de en omsättning på nästan $9,12 miljarder och en personalstyrka på 15 200 anställda. Deras huvudkontor ligger i Broomfield i Colorado.